# Rue Saint-Jean (Paris)
Pour les articles homonymes, voir Rue Saint-Jean.
La rue Saint-Jean est une voie du 17e arrondissement de Paris, en France.

## Situation et accès
La rue Saint-Jean est une voie publique située dans le 17e arrondissement de Paris. Elle débute au 80, avenue de Clichy et se termine 4, rue Dautancourt. Toutefois, cette rue étant en forme de « T », une de ses branches se poursuit jusqu'à la place Saint-Jean où se trouve l'entrée principale de l'église Saint-Michel des Batignolles.

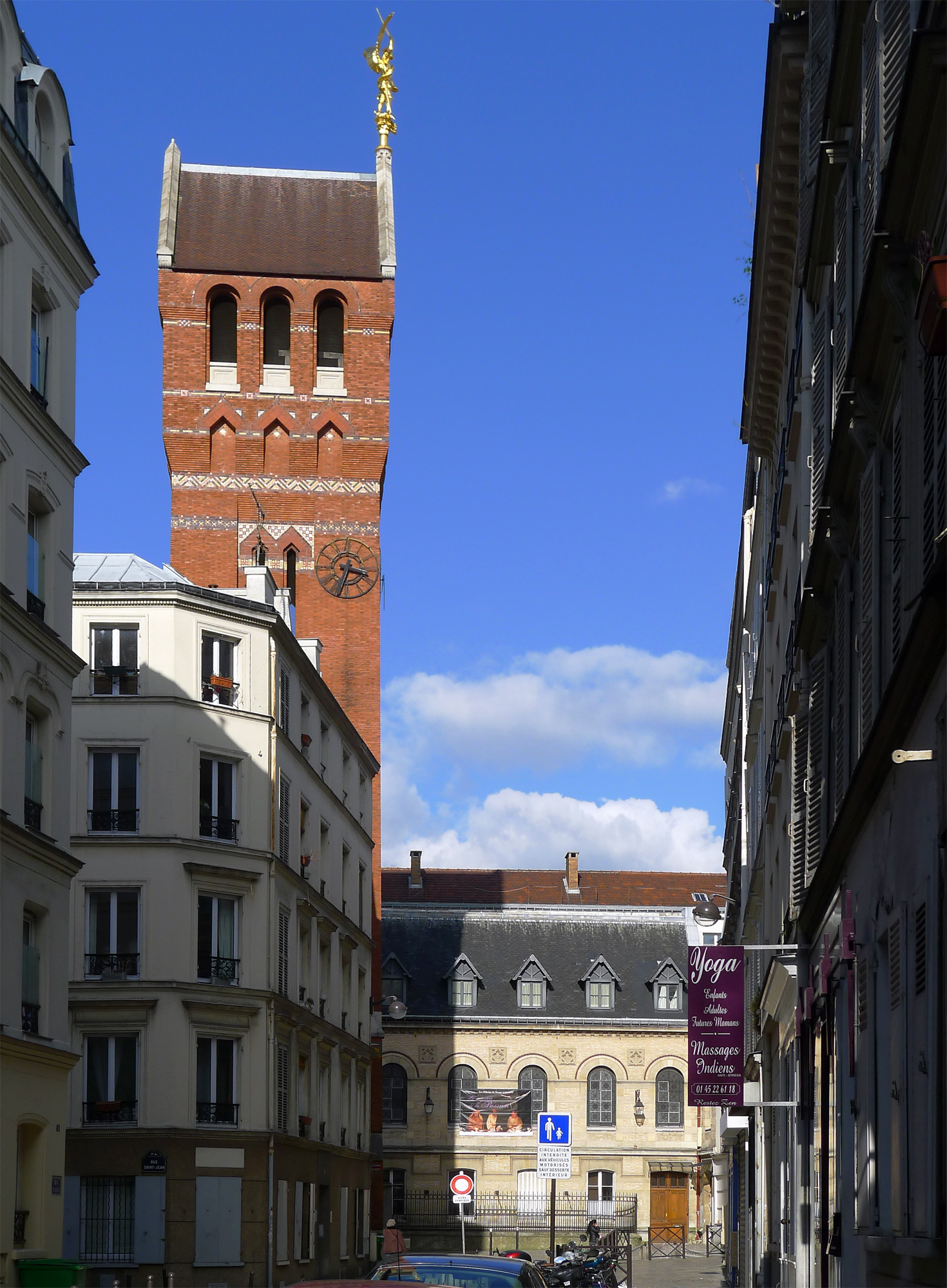
Rue Saint-Jean, avec en arrière-plan, le clocher-tour de l'église Saint-Michel des Batignolles.

## Origine du nom
Elle porte ce nom en raison du fait qu'elle longeait la chapelle Saint-Jean dépendant de l'église Saint-Michel.

## Historique
Cette rue était initialement appelée « rue Neuve-Moncey ».

## Bâtiments remarquables, et lieux de mémoire
- No 6 bis : ici demeurait en 1853 le peintre Adolphe-Félix Cals (1810-1880)[1].